# Noir et Blanc (film)
Pour les articles homonymes, voir Noir et Blanc.
 (février 2025).
Pour plus de détails, voir Fiche technique et Distribution.
Noir et Blanc est un film français réalisé par Claire Devers, sorti en 1986.

## Synopsis
Antoine a pour profession la comptabilité et pour violon d'Ingres le chant choral. Sa vie se déroule sans histoire auprès de sa compagne Édith. Le cabinet d'expertise qui l'emploie l'envoie en mission dans un centre sportif.
L'univers, tout à fait nouveau pour lui, dans lequel il se trouve, attire sa curiosité, bientôt décuplée par l'arrivée d'un engin de musculation très sophistiqué. L'ayant testé, il est bien obligé de constater que son physique a tout à envier à celui de ses collaborateurs. D'abord séduit par le projet de massage que le centre lui propose, il l'est ensuite par le masseur, Dominique, aussi noir et musclé que lui est blanc, pâle et maigre.
S'engage alors entre les deux hommes une relation étrange, qui s'oriente bientôt vers un sadomasochisme forcené, dont Antoine est la victime consentante. Sur sa demande, les massages initiaux de Dominique se transforment en coups de plus en plus violents qui finissent par amener Antoine à l'hôpital avec une fracture du bras. Édith tente de connaître la véritable origine de cette fracture, mais Antoine se mure dans un mutisme total.
Une nuit, Dominique l'enlève et lui inflige à nouveau ses sévices favoris dans un hôtel sordide. Pour satisfaire enfin l'ultime requête de sa victime, il l'entraîne dans un hangar où des roues gigantesques s'articulent autour d'engrenages métalliques. Il y fera subir à Antoine son dernier supplice : l'écartèlement.

## Fiche technique
- Réalisation : Claire Devers
- Scénario : Claire Devers, d'après la nouvelle Le Masseur noir de Tennessee Williams, publiée dans le recueil Le Boxeur manchot (titre original One Arm)
- Photographie : Daniel Desbois, Christopher Doyle, Alain Lasfargues, Jean-Paul Rosa da Costa
- Son : Pierre Donnadieu, François Groult
- Montage : Fabienne Alvarez-Giro, Yves Sarda
- Production: Films du volcan
- Producteur : Claude-Éric Poiroux
- Genre : comédie dramatique
- Durée : 80 min. (1h 20)
- Dates de sortie : 19 novembre 1986 en France

## Distribution
- Francis Frappat : Antoine
- Jacques Martial : Dominique
- Joséphine Fresson : Édith
- Marc Berman : Roland
- Catherine Belkhodja : la femme de ménage
- Benoît Régent : l'hôtelier
- Isaach de Bankolé
- Claire Rigollier

## Distinctions
- Caméra d'or au Festival de Cannes 1986
- Prix Perspectives du cinéma français au Festival de Cannes 1986 pour Francis Frappat